# Movileni (okręg Botoszany)
Movileni – wieś w Rumunii, w okręgu Botoszany, w gminie Concești. W 2011 roku liczyła 326 mieszkańców.